# Janusz Rachoń
Janusz Włodzimierz Rachoń (ur. 11 sierpnia 1946 w Nowym Sączu) – polski chemik i nauczyciel akademicki, profesor nauk chemicznych, w latach 2002–2008 rektor Politechniki Gdańskiej, senator VII kadencji.

## Życiorys
W 1969 ukończył studia na Politechnice Gdańskiej w specjalności lekka synteza organiczna. W 1975 na Wydziale Chemicznym PG uzyskał stopień doktora nauk chemicznych, dziesięć lat później stopień doktora habilitowanego. W 1995 otrzymał tytuł naukowy profesora nauk chemicznych. Specjalizował się w zakresie syntezy organicznej, chemii organicznej fosforu (syntezy związków biologicznie czynnych stosowanych w medycynie, rolnictwie i przemyśle).
Od 1969 był zawodowo związany z Politechniką Gdańską. W pierwszej połowie lat 90. zajmował stanowisko prodziekana ds. nauki Wydziału Chemicznego, od 1993 zasiadał w senacie tej uczelni. Od 2002 do 2008 przez dwie kadencje pełnił funkcję rektora PG. Zatrudniony też w Polskiej Akademii Nauk, w której do 2002 zasiadał w Komitecie Chemii (m.in. jako wiceprzewodniczący). W latach 1978–1980 jako stypendysta Fundacji im. Alexandra von Humboldta przebywał na Uniwersytecie w Getyndze. Jako profesor wizytujący wykładał na Florida State University.
W wyborach parlamentarnych w 2007 z listy Platformy Obywatelskiej został senatorem VII kadencji w okręgu gdańskim, otrzymując 175 743 głosy. W 2011 nie ubiegał się o reelekcję.
Jest autorem około 150 artykułów naukowych i referatów kongresowych, 4 rozpraw monograficznych, 8 patentów oraz wdrożonych technologii. Członek komitetów organizacyjnych międzynarodowych i krajowych konferencji naukowych, konsultant w zakresie syntezy organicznej oraz utylizacji odpadów i zanieczyszczeń organicznych. Zainicjował i organizuje doroczne spotkania w trójkącie „Polityka-Nauka-Biznes”, które odbywają się w Dworze Artusa w Gdańsku. Zajmował m.in. stanowiska Wiceprzewodniczącego Konferencji Rektorów Polskich Uczelni Technicznych, Prezesa Zarządu Polskiego Forum Akademicko-Gospodarczego, w 2007 zasiadł w Radzie Narodowego Centrum Badań i Rozwoju.
Jest żonaty, ma dwóch synów. Stryj Michała Rachonia.

## Odznaczenia i wyróżnienia
W 2012, za wybitne osiągnięcia w pracy naukowo-badawczej i działalności dydaktycznej, za zasługi na rzecz rozwoju nauki, został postanowieniem prezydenta Bronisława Komorowskiego odznaczony Krzyżem Komandorskim Orderu Odrodzenia Polski. Wcześniej nagrodzony m.in. Medalem Komisji Edukacji Narodowej, odznaczony Złotym Krzyżem Zasługi, Krzyżem Kawalerskim (1995) i Oficerskim (2000) Orderu Odrodzenia Polski.
W 2010 otrzymał Nagrodę Naukową Miasta Gdańska im. Jana Heweliusza w kategorii nauk ścisłych i przyrodniczych